# Irma Andersson-Kottö
Pour les articles homonymes, voir Andersson et Kotto.
Irma Andersson-Kottö (1er janvier 1895 - 7 juillet 1985) est une botaniste suédoise, principalement pour ses travaux sur la génétique des fougères.

## Jeunesse et formation
Irma fait ses études et obtient son diplôme à l’Université de Stockholm. En 1919, elle contacte William Bateson et rejoint comme travailleur bénévole l’Institut Horticole John Innes(maintenant le John Innes Centre). Elle y devient étudiante. De 1934 à 1938, elle réalise son doctorat à l’Université de Londres.

## Carrière
Les travaux d’Irma Andersson-Kottö portent sur la génétique des fougères,. Elle fut la première à utiliser un substrat de croissance à base d’agar pour l’étude des gamétophytes. Ses travaux sur l’apomixie et la polyploïdie chez l'Asplenium scolopendrium ont apporté une meilleure compréhension de l’origine et le développement de l’alternance des générations, un concept clef en développement végétal.
Elle fut invitée à rejoindre en tant que membre honoraire la British Pteridological Society. Après ses travaux au Royaume-Uni, elle retourne en Suède et rejoint l’Institut Wenner-Gren à Stockholm. Ses hypothèses sur la dominance de certains allèles chez les fougères ont été récemment confirmés expérimentalement.